# كهف إليكسو
كهف اليكسو (بالتركية: Ilıksu Mağarası)‏ هو كهف يقع في إليكسو، مقاطعة زونغولداق، شمال تركيا.